# Александар Чоловик
Александар Чоловик ((мак. Александар Чоловиќ нар. 6 січня 1976, Скоп'є) – македонський шахіст, гросмейстер від 2013 року.

## Шахова кар'єра
1990 року виграв срібну медаль чемпіонату Югославії серед юніорів, а в 1991 році у цій же віковій категорії виборов бронзову медаль. 1990 року представляв Югославію на чемпіонаті світу серед юніорів до 14 років, тоді як 1994 року – на чемпіонаті світу серед юніорів до 18 років (у складі Македонії).
Норми на звання міжнародного майстра виконав на турнірах у таких містах. як: Порто-Сан-Джорджо, Палич та Скоп'є. У 1997 році виборов титул чемпіона Скоп'є, 1999 року посів 2-ге місце у Варелтті, у 2002 році поділив 2-ге місце в Сіджасі,  2003 року переміг в Оренсе, тоді як у 2004 році поділив 1-ше місце в Монказа-і-Рашяк. У 2005 році досягнув значного успіху, поділивши 1-ше місце (разом з Карлосом Матаморосом Франко, Луїсом Галего, Пією Крамлінг, Давором Комлєновичем та Ібрагімом Хамракуловим) на турнірі за швейцарською системою Malaga Open в Малазі. 2007 року виступав за національну збірну на командному чемпіонаті Європи в Іракліоні, тоді як у 2008 році – на шаховій олімпіаді у Дрездені. 2010 року поділив 2-ге місце в Ножак-сюр-Мері, тоді як 2011 року посів 5-те місце у фіналі чемпіонату Македонії, який відбувся в Скоп'є.
Найвищий рейтинг Ело в кар'єрі мав станом на 1 жовтня 2013 року, досягнувши 2514 очок займав тоді 2-ге місце (позаду Владіміра Георгієва) серед македонських шахістів.